# 主体
在哲學中，主體（英語：subject）是指具有獨特意識和/或獨特個人經歷的存在，或與存在於自身之外的另一個實體（稱為“對象”）有關係的實體。
主體是觀察者，客體是被觀察的事物。 這個概念在歐陸哲學中尤為重要，在歐陸哲學中，“主體”是關於自我本質的辯論的中心術語。 在英美分析哲學傳統中關於主觀經驗的性質的爭論中，主體的性質也是核心。
主體和客體之間的明顯區別對應於笛卡爾哲學中思維物（拉丁語：res cogitans）和廣延物（拉丁語：res extensa）之間的區別；他認為思維物（主體性）是心靈的本質，而廣延物（空間的佔有）是物質的本質。